# عرب أبو فردة
عَرَب أبو فَرْدَة هي قرية فلسطينية، من قرى محافظة قلقيلية، تقع إلى الشرق من مدينة قلقيلية. وهي من القرى التي احتلتها إسرائيل خلال حرب 1967.
تُدار بواسطة مجلس قروي عرب أبو فردة.

## السكان
بلغ عدد سكان قرية عرب أبو فردة عام 2017 حوالي (131) نسمة وفق الجهاز المركزي للإحصاء الفلسطيني.
يعتمد أهل القرية على الزراعة وتربية المواشي.